# George Monbiot
George Joshua Richard Monbiot, född 27 januari 1963 i Paddington i London, är en brittisk journalist och författare, känd för sin miljöaktivism och politiska engagemang. 
Monbiot skriver en veckokolumn i The Guardian och har skrivit en mängd böcker, inklusive Captive State: The Corporate Takeover of Britain (2000), Feral: Searching for Enchantment on the Frontiers of Rewilding (2013) och Ur ruinerna: En ny politik för en värld i kris (2017). Han grundade The Land is Ours, en kampanj för rätt till land i Storbritannien.

## Biografi
Monbiot föddes i Kensington i London och växte upp i Rotherfield Peppard i Oxfordshire, i en politiskt engagerad familj. Både fadern, Sir Raymond Geoffrey Monbiot, och modern Rosalie (vars far var parlamentsledamot) var aktiva i Storbritanniens Konservativa parti (Tories). En farbror, Canon Hereward Cooke, var aktiv Liberaldemokrat. 
Efter universitetsexamen i zoologi vid Brasenose College i Oxford arbetade Monbiot som radioproducent på BBC Natural History Unit och senare BBC World Service, innan han övergick till eget skrivande. Inför sina första böcker reste han som grävande journalist i bland annat Indonesien, Brasilien och Östafrika.
Monbiot diagnosticerades i december 2017 med prostatacancer, och opererades för denna i mars 2018.

## Aktivism

### Miljökamp
Monbiot argumenterar för att det krävs drastiska åtgärder för att stoppa den globala uppvärmningen. Han har spelat in en film tillsammans med Greta Thunberg för att uppmana till handling i klimatfrågan. För att minska sin egen påverkan på miljön är Monbiot vegan.
Videon How Wolves Change Rivers baserades på Monbiots TED-föreläsning från 2013. I videons beskrivs hur ekosystem och landskap återställs när vargar återintroducerades till Yellowstone nationalpark.

### Irakkriget
Monbiot var starkt kritisk till Storbritanniens inblandning i Irakkriget. I maj 2008 gjorde han ett misslyckat försök att utföra en medborgararrest av John Bolton, USA:s FN-ambassadör 2005-2006, när denne höll ett föredrag om internationella relationer vid Hay Festival i Wales. Monbiot hävdade att Bolton, som anstiftarna till Irakkriget, hade brutit mot internationell rätt.

### Brittisk politik
2004 grundade Monbiot Respectpartiet tillsammans med Salma Yaqoob. Partiet växte ut ur Stop the War Coalition (StWC). Senare har han uttryckt sympatier för det walesiska partiet Plaid Cymru, Liberaldemokraterna, det brittiska gröna partiet och Labour.
Monbiot har varnat för att Storbritannien riskerar bli en misslyckad stat. Han stödjer skotsk självständighet, walesisk självständighet och ett enat Irland.

## Utmärkelser i urval
- 1995 – FN:s miljöprograms Global 500-pris av Nelson Mandela för sitt arbete för miljön.[18][19]
- I november 2007 tilldelades hans bok Heat det italienska bokpriset Premio Mazzotti. Men han nekades prispengarna eftersom han valde att inte resa till Venedig för att hämta dem personligen. Monbiot menade att det inte var en tillräckligt bra anledning att flyga.
- 2017 fick han SEAL Environmental Journalism Award för sitt arbete på The Guardian.[20]